# Matelea nielsenii
Matelea nielsenii är en oleanderväxtart som beskrevs av G. Morillo. Matelea nielsenii ingår i släktet Matelea och familjen oleanderväxter. Inga underarter finns listade i Catalogue of Life.